# Vrabec polní
Vrabec polní (Passer montanus) je malý pták z čeledi vrabcovitých.

## Taxonomie
Rozlišuje se nejméně 9 poddruhů.

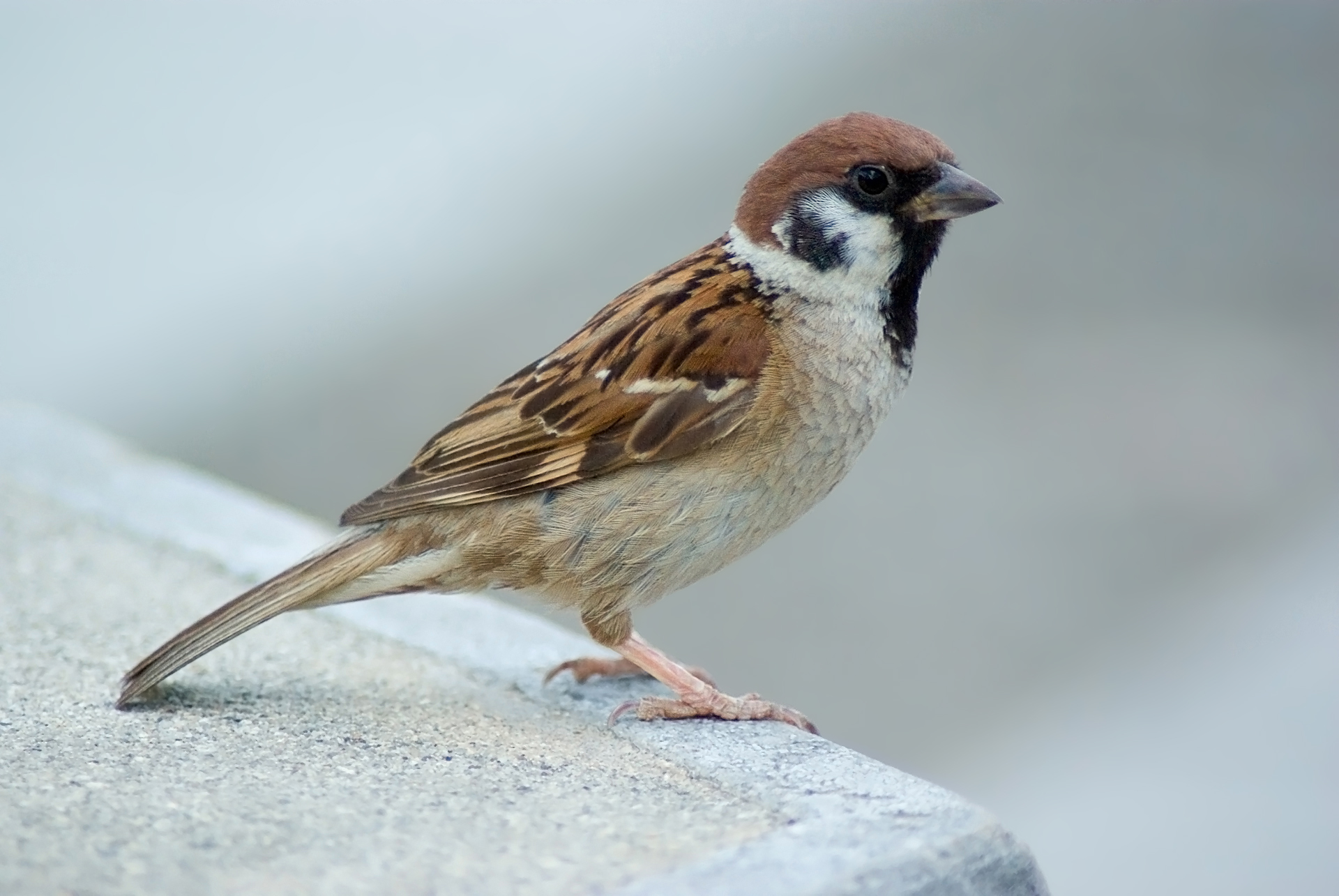
Poddruh P. m. saturatus na terase v Ósace v Japonsku

- Vrabec polní eurosibiřský (Passer montanus montanus) - Celá Evropa a severní Asie.
- Vrabec polní kavkazský (P. m. transcaucasicus) - Malá Asie, Kavkaz a dolní Povolží.[2]
- Passer montanus dilutus - Střední Asie.
- Passer montanus kansuensis - Čína, provincie Gansu a Čching-chaj.
- Passer montanus tibetanus - Pohoří střední Asie.
- Passer montanus saturatus - Východní Asie.
- Passer montanus dybowskii - Východní Asie.
- Passer montanus mallacensis - Jihovýchodní Asie až Nová Guinea
- Passer montanus hepaticus - Střed jižní Asie.[3]

## Popis
- délka těla: 12,5–14 cm
- rozpětí křídel: 21 cm
- hmotnost: 20–24 g

O něco menší než vrabec domácí, s kterým bývá často zaměňován. Na rozdíl od vrabce domácího má vrabec polní světle žluté podbarvení peří. Podobá se hnědým, černě proužkovaným hřbetem, šedavou spodinou těla, černým podbradkem, uzdičkou a zobákem a bílou páskou v křídlech, ale liší se následujícími znaky: celým vínově rudohnědým temenem, čistě bílými stranami hlavy s výraznou černou skvrnou na tvářích, menším černým podbradkem nepřecházejícím ve velkou černou skvrnu na hrudi a úzkým bílým obojkem. Samec a samička jsou vybarveni stejně, mladí ptáci jsou zbarveni matněji.

## Rozšíření
Žije ve většině Evropy a Asie (kromě nejsevernějších končin), zavlečen byl i do Severní Ameriky a Austrálie. Převážně stálý druh, ptáci ze střední a severní Evropy však mohou táhnout až do Středomoří. Vyhledává otevřenou krajinu se sady, křovinami a lesíky. Pokud hnízdí v obcích či městech, najdeme ho spíše na jejich okraji nebo v zahradách.
Vrabci byli v Čínské lidové republice po roce 1958 prakticky vyhubeni v rámci kampaně proti škůdcům. Místo očekávaného zvýšení výnosnosti obilí došlo k přemnožení hmyzu, které naopak přispělo k zemědělské neúrodě a hladomorům.

## Výskyt v Česku
V ČR hnízdí početně na celém území, hlavně v nižších a středních polohách. Nejvýše bylo hnízdění prokázáno v Krušných horách v 850 m n. m. a v Doupovských horách v 820 m n. m. Početnost se na českém území mírně snižuje; v letech 1985–1989 zde hnízdil v počtu 500 000–1 000 000 párů a v letech 2001–2003 v počtu 400 000–800 000 párů.

## Hlas
Podobný hlas jako u vrabce domácího. Typické je ale jeho „tsuvitt“, mírně nosové a dvouslabičné, v radostném tónu. V letu suché „tett-ett-ett-ett“. Zpěv je tvořen rychlými řadami „tsvit“ a jeho variant, podobá se čiřikání vrabce domácího, ale je trochu vyšší.

## Hnízdění

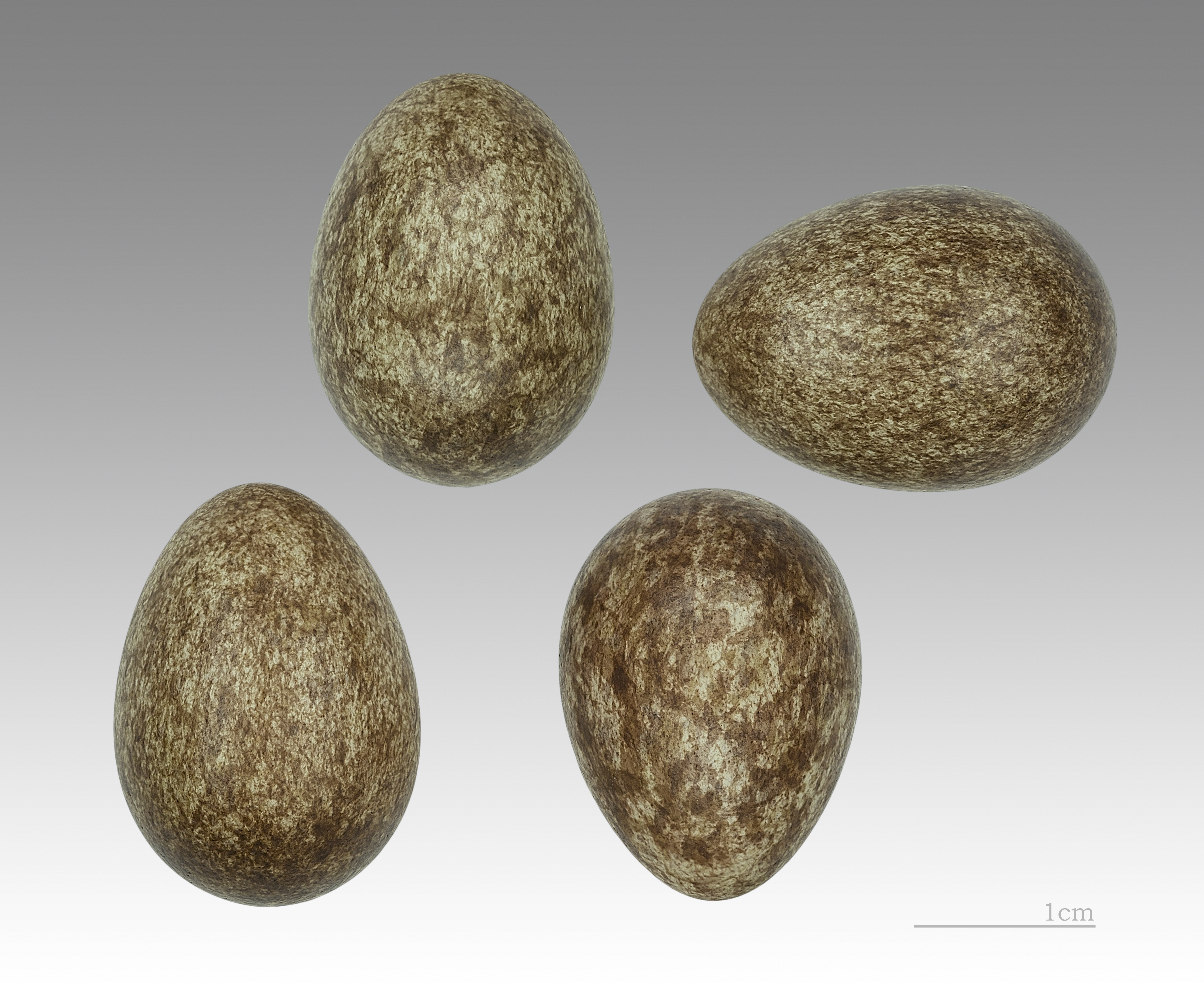
Vejce vrabce polního

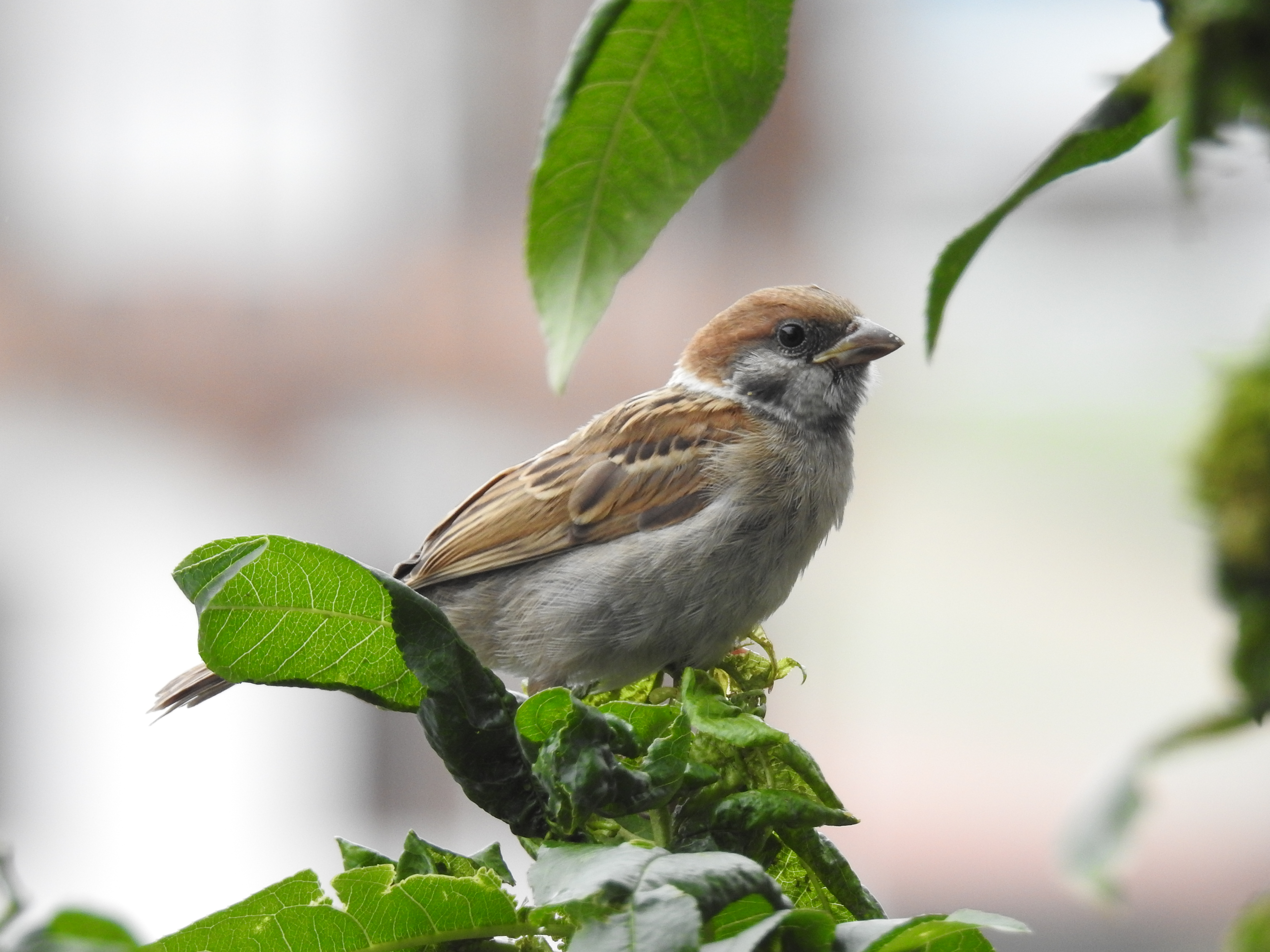
Mládě vrabce polního

Hnízdí jednotlivě i pospolitě. Páry jsou trvalé a setrvávají spolu po několik let, občas se však vyskytují i případy polygamie a běžně dochází k mimopárovým kopulacím. Hnízdo je nejčastěji v dutinách stromů nebo v budkách, méně ve skalních štěrbinách, štěrbinách v hliníkových stěnách, otvorech panelových domů či ve starých hnízdech dravců, čápů aj., jen výjimečně v korunách stromů. 
Hnízdo staví oba ptáci z rostlinných stonků, peří, mechu, větviček, jehličí a kořínků, hnízdní kotlinku vystýlají jemnějším rostlinným materiálem a peřím. Hnízdí většinou 3× ročně od dubna do července. Snůška čítá 4–6 bílých, po celém povrchu tmavě skvrnitých vajec o rozměrech 19,1 × 14,2 mm. Snášena jsou denně a sezení začíná od snesení předposledního nebo posledního vejce. Na vejcích sedí po dobu 12–13 dnů oba ptáci. Mláďata jsou krmena oběma rodiči a hnízdo opouštějí po 15–16 dnech. Samostatnosti dosahují 8–10 dnů po vyvedení a následně se shromažďují do hejn, ke kterým se po vyhnízdění připojují i dospělí ptáci. Pohlavní dospělosti dosahují ve druhém roce života. Nejvyšší známý věk je 13 let a 1 měsíc.

## Potrava
Potrava je převážně rostlinná, méně je zastoupena i živočišná složka. V porovnání s vrabcem domácím konzumuje více semen plevelů než kulturních rostlin a neoklovává ovoce, škody páchané na zemědělských plodinách jsou tak znatelně nižší než u vrabce domácího.